# Dromicodryas quadrilineatus
Dromicodryas quadrilineatus — вид змій родини Pseudoxyrhophiidae. Ендемік Мадагаскару.

## Поширення і екологія
Dromicodryas quadrilineatus поширені на півночі і сході острова Мадагаскар. Вони живуть у вологих і сухих тропічних лісах, на луках і водно-болотних угіддях.